# The Movie Orgy
Pour plus de détails, voir Fiche technique et Distribution.
The Movie Orgy est un film collage américain conçu au début de l’année 1966, dans l’esprit de « campus » qui règne alors. Joe Dante et Jon Davison décident de projeter des morceaux de films divers : extraits de serials, de séries B, de vieilles émissions de télévision, de cartoons, de films industriels, de publicités, etc. Ce collage remporte un tel succès qu’il est repris sur le campus de Philadelphie. Le contenu du film évolue au fil des projections, en fonction des copies et des extraits que Joe Dante se procure, au gré de l’actualité, et qu’il commente de manière sarcastique. Le spectacle est alors modifié, grâce à deux projecteurs, l’un que manipule Dante, et l’autre dont s’occupe Jon Davison. Après quelques années, les deux complices en font une compilation d’une durée de 7 heures avant de la réduire à une durée de 4 h 30.
Il n'a été montré en France que deux fois : en 2011, au festival international du film d'Amiens en présence de Joe Dante. Le festival rendant un double hommage cette année-là au « père » des Gremlins avec une rétrospective et une carte blanche, et en 2017, lors d'une « nuit Joe Dante », en sa présence, dans le cadre du festival international du film restauré à la Cinémathèque française, dont il est le parrain.